# Page 1 - A Collection of Her Most Famous Songs
| Recensione | Giudizio |
| ---------- | -------- |
| AllMusic   |          |

Page 1 - A Collection of Her Most Famous Songs è un album discografico della cantante statunitense Patti Page, pubblicato dalla casa discografica Mercury Records nel marzo del 1957.

## Tracce

### LP
Lato A
1. Don't Blame Me – 3:05 (Dorothy Fields, Jimmy McHugh) – Registrato il 10 novembre 1953 al Fine Sound Studio di New York
2. I Don't Stand a Ghost of a Chance – 3:15 (Bing Crosby, Ned Washington, Victor Young) – Registrato il 10 novembre 1953 al Fine Sound Studio di New York
3. I Only Have Eyes for You – 3:06 (Al Dubin, Harry Warren) – Registrato il 9 giugno 1953 al Fine Sound Studio di New York
4. Every Day – 2:22 (Peter Chatman, Mayall York) – Registrato il 9 giugno 1953 al Fine Sound Studio di New York
5. Stars Fell on Alabama – 3:01 (Mitchell Parish, Frank Perkins) – Registrato il 9 giugno 1953 al Fine Sound Studio di New York
6. I'll String Along with You – 2:44 (Al Dubin, Harry Warren) – Registrato il 9 giugno 1953 al Fine Sound Studio di New York

Lato B
1. Stay As Sweet As You Are – 2:44 (Mack Gordon, Harry Revel) – Registrato il 21 dicembre 1954 al Fine Sound Studio di New York
2. Red Sails in the Sunset – 3:06 (Jimmy Kennedy, Hugh Williams (Wilhelm Grosz)) – Registrato il 9 giugno 1953 al Fine Sound Studio di New York
3. Nobody's Darlin' But Mine – 2:24 (Jimmie Davis) – Registrato il 21 dicembre 1954 al Fine Sound Studio di New York
4. East of the Sun – 2:53 (R. A. Hallenbeck, Brooks Bowman) – Registrato il 9 giugno 1953 al Fine Sound Studio di New York
5. I Wished on the Moon – 2:41 (Dorothy Parker, Ralph Rainger) – Registrato il 21 dicembre 1954 al Fine Sound Studio di New York
6. It's Been So Long – 2:00 (Harold Adamson, Leo Feist) – Registrato il 23 ottobre 1952 al Fine Recording Studio di New York

- Durata brani (eccetto Every Day) estratti dalle note su vinili dell'album originale (MG-20095 A / MG-20095 B)
- Nel brano Every Day non è indicato la durata (sia sul vinile che sul retrocopertina dell'album originale)
- Durata brano Every Day ricavato dalla Compilation (su 4 CD) dal titolo Vol. 1 - Eight Classic Albums (Real Gone Records, RGMCD 123)

## Musicisti
- Patti Page – voce
- Jack Rael – conduttore orchestra
- Jack Rael's Orchestra – componenti orchestra non accreditati